# The Alphabet Project
The Alphabet Project（アルファベット・プロジェクト）は、MONKEY MAJIKのメンバー・Blaise Plantのソロプロジェクト。

## ディスコグラフィー

### シングル
（全てダウンロード販売のみ。）
|      | 発売日         | タイトル               |
| 1st  | 2008年3月18日  | Call me（Appelez moi） |
| 2nd  | 2008年4月30日  | Don't forget me        |
| 3rd  | 2008年5月30日  | Shine                  |
| 4th  | 2008年6月25日  | Get up and dance       |
| 5th  | 2008年7月31日  | The Sweetest Day       |
| 6th  | 2008年8月27日  | Total Eclipse          |
| 7th  | 2008年9月30日  | ice cream              |
| 8th  | 2008年10月30日 | Crash                  |
| 9th  | 2008年11月28日 | Boyz&Girlz             |
| 10th | 2009年2月11日  | Metro Police           |
| 11th | 2011年4月11日  | take my hand           |
| 12th | 2012年5月5日   | SPACEMAN               |

### 参加作品
| 発売日        | 曲名                                                   | 収録されたの作品                                     |
| 2006年8月2日  | Endless Summer／with Blaise Plant（MONKEY MAJIK）      | BENNIE K「ザ・ベニーケー・ショウ〜on the floor編〜」 |
| 2008年3月26日 | new world remix by Blaise Plant (The Alphabet Project) | blanc.「new world」                                  |
| 2010年4月7日  | 明日／with Blaise Plant（MONKEY MAJIK）                | BENNIE BECCA「BENNIE BECCA」                         |

## 備考
- 「Painting Music」収録の「Alpha Omega」および「Motion Picture」収録の「New York City」には、彼の実妹でPlant兄弟の末っ子にあたるシンガーのBEEPがゲスト・ボーカルとして参加している。
- 「Painting Music」収録の「The Sweetest Day」には、MONKEY MAJIKのtaxが作詞、DICKがベースでそれぞれ参加している。DICKは「Motion Picture」の収録曲にも同じく数曲参加している。
- 「Motion Picture」収録の「What's Your Soundtrack」には、ヒップホップユニット「GAGLE」のHUNGERが作詞およびゲスト・ボーカルとして参加している。
- 「Motion Picture」には、「Deus Ex Machina」の後半の無音の後に同作に収録の「New York City」「Fairytales」のジャズアレンジのバージョンがシークレット・トラックとして収録されている。